# 乱子草
乱子草（学名：Muhlenbergia huegelii）为禾本科乱子草属下的一个种。

## 扩展阅读
- 維基物種上的相關：乱子草